# Acalypha stenophylla
Acalypha stenophylla är en törelväxtart som beskrevs av Karl Moritz Schumann. Acalypha stenophylla ingår i släktet akalyfor, och familjen törelväxter. Inga underarter finns listade i Catalogue of Life.